# Hualcán
Il Hualcán (6.125 m) (quechua Wallqan) è una montagna della Cordillera Blanca, in Perù, nel dipartimento di Ancash.

## Aspetto fisico
La montagna fa parte del macciccio montuoso chiamato Macizo del Copa, nella parte centrale della Cordillera Blanca. Visto da ovest il Hualcán ha la forma di un grande altopiano innevato, mentre dal suo lato orientale si presenta come un vasto circo formato da enormi pareti verticali. La montagna presenta due vette al di sopra dei 6.000 m, il Hualcán Oeste (6.104 m) e il Hualcán (6.125 m), divise tra di loro da un'ampia cresta che non presenta particolari difficoltà alpinistiche.

## Origine del nome
Il nome deriva dalla parola quechua wallqan che significa “è la sua collana”.

## Alpinismo
La prima salita della montagna risale all'agosto del 1939, ed è stata effettuata da Siegfried Rohrer e Karl Schmid; i due alpinisti tedeschi salirono alla vetta principale attraverso la cresta sud, e poi attraversarono la facile cresta sommitale per raggiungere anche il Hualcán Oeste.